# Список эпизодов телесериала «Босх»
Список эпизодов телесериала «Босх», премьера которого состоялась на Amazon Prime 6 февраля 2014 года.

## Обзор сезонов
| Сезон | Сезон | Эпизоды | Оригинальная дата показа | Оригинальная дата показа |
| Сезон | Сезон | Эпизоды | Премьера сезона          | Финал сезона             |
| ----- | ----- | ------- | ------------------------ | ------------------------ |
|       | 1     | 10      | 6 февраля 2014           | 13 февраля 2015          |
|       | 2     | 10      | 11 марта 2016            | 11 марта 2016            |
|       | 3     | 10      | 21 апреля 2017           | 21 апреля 2017           |
|       | 4     | 10      | 13 апреля 2018           | 13 апреля 2018           |
|       | 5     | 10      | 19 апреля 2019           | 19 апреля 2019           |
|       | 6     | 10      | 17 апреля 2020           | 17 апреля 2020           |
|       | 7     | 8       | 25 июня 2021             | 25 июня 2021             |

## Эпизоды

### Сезон 1 (2014 - 2015)
| № общий | № в сезоне | Название                               | Режиссёр          | Автор сценария                    | Дата премьеры   |
| ------- | ---------- | -------------------------------------- | ----------------- | --------------------------------- | --------------- |
| 1       | 1          | «'Tis the Season» «Сейчас самое время» | Джим Маккей       | Майкл Коннелли & Эрик Овермайер   | 6 февраля 2014  |
| 2       | 2          | «Lost Light» «Потерянный свет»         | Кевин Боулинг     | Том Сматс & Эрик Овермайер        | 13 февраля 2015 |
| 3       | 3          | «Blue Religion» «Голубая религия»      | Кевин Боулинг     | Эндрю Шнайдер & Дайан Фролов      | 13 февраля 2015 |
| 4       | 4          | «Fugazi» «Засады»                      | Эрнест Дикерсон   | Майкл Коннелли & Джордж Пелеканос | 13 февраля 2015 |
| 5       | 5          | «Mama's Boy» «Маменькин сынок»         | Эрнест Дикерсон   | Уильям Н. Фордс                   | 13 февраля 2015 |
| 6       | 6          | «Donkey's Years» «Очень давно»         | Роксанн Доусон    | Дженнифер Эймс & Стив Тернер      | 13 февраля 2015 |
| 7       | 7          | «Lost Boys» «Потерянный мальчик»       | Алекс Закржевский | Джо Гонсалес & Эрик Овермайер     | 13 февраля 2015 |
| 8       | 8          | «High Low» «Высокий, низкий»           | Мэтт Эрл Бисли    | Уильям Н. Фордс & Том Сматс       | 13 февраля 2015 |
| 9       | 9          | «The Magic Castle» «Волшебный замок»   | Алекс Закржевский | Эндрю Шнайдер & Дайан Фролов      | 13 февраля 2015 |
| 10      | 10         | «Us and Them» «Мы и они»               | Томас Картер      | Майкл Коннелли & Т.Л. Ланкфорд    | 13 февраля 2015 |

### Сезон 2 (2016)
| № общий | № в сезоне | Название                                    | Режиссёр          | Автор сценария                       | Дата премьеры |
| ------- | ---------- | ------------------------------------------- | ----------------- | ------------------------------------ | ------------- |
| 11      | 1          | «Trunk Music» «Музыкальный cундук»          | Алекс Закржевский | Эрик Овермайер                       | 11 марта 2016 |
| 12      | 2          | «The Thing About Secrets» «Дело в секретах» | Алекс Закржевский | Том Бернардо & Эрик Овермайер        | 11 марта 2016 |
| 13      | 3          | «Victim of the Night» «Жертва ночи»         | Питер Жан Брюгге  | Эндрю Шнайдер & Дайан Фролов         | 11 марта 2016 |
| 14      | 4          | «Who's Lucky Now?» «Кому сейчас повезло?»   | Кристин Мур       | Том Сматс                            | 11 марта 2016 |
| 15      | 5          | «Gone» «Потерянный»                         | Эрнест Дикерсон   | Уильям Н. Фордс                      | 11 марта 2016 |
| 16      | 6          | «Heart Attack» «Сердечный приступ»          | Адам Дэвидсон     | Эндрю Шнайдер & Дайан Фролов         | 11 марта 2016 |
| 17      | 7          | «Exit Time» «Время выхода»                  | Кевин Даулинг     | Том Бернардо & Том Сматс             | 11 марта 2016 |
| 18      | 8          | «Follow the Money» «Следуй за деньгами»     | Алекс Закржевский | Уильям Н. Фордс & Джо Гонсалес       | 11 марта 2016 |
| 19      | 9          | «Queen of Martyrs» «Королева мучеников»     | Фил Абрахам       | Том Бернардо & Эрик Овермайер        | 11 марта 2016 |
| 20      | 10         | «Everybody Counts» «Каждый считает»         | Тим Хантер        | Террилл Ли Лэнкфорд & Майкл Коннелли | 11 марта 2016 |

### Сезон 3 (2017)
| № общий | № в сезоне | Название                                       | Режиссёр          | Автор сценария               | Дата премьеры  |
| ------- | ---------- | ---------------------------------------------- | ----------------- | ---------------------------- | -------------- |
| 21      | 1          | «The Smog Cutter» «Смог каттер»                | Адам Дэвидсон     | Эрик Овермайер               | 21 апреля 2017 |
| 22      | 2          | «The Four Last Things» «Четыре последние вещи» | Адам Дэвидсон     | Дэниэл Пайн                  | 21 апреля 2017 |
| 23      | 3          | «God Sees» «Бог видит»                         | Алекс Закржевский | Том Бернардо                 | 21 апреля 2017 |
| 24      | 4          | «El Compadre»                                  | Сара Пиа Андерсон | Джеффри Фискин               | 21 апреля 2017 |
| 25      | 5          | «'Blood Under the Bridge» «Кровь под мостом'»  | Алекс Закржевский | Элле Джонсон                 | 21 апреля 2017 |
| 26      | 6          | «Birdland» «Птичья страна»                     | Эрнест Дикерсон   | Дэниэл Пайн                  | 21 апреля 2017 |
| 27      | 7          | «Right Play» «Правильная игра»                 | Кристин Мур       | Джеффри Фискин               | 21 апреля 2017 |
| 28      | 8          | «Aye Papi»                                     | Эрнест Дикерсон   | Элле Джонсон                 | 21 апреля 2017 |
| 29      | 9          | «'Clear Shot» «Четкий выстрел'»                | Стивен Джилленхол | Эрик Овермайер               | 21 апреля 2017 |
| 30      | 10         | «The Sea King» «Морской король»                | Эрнест Дикерсон   | Майкл Коннелли & Дэниэл Пайн | 21 апреля 2017 |

### Сезон 4 (2018)
| № общий | № в сезоне | Название                                                        | Режиссёр               | Автор сценария                  | Дата премьеры  |
| ------- | ---------- | --------------------------------------------------------------- | ---------------------- | ------------------------------- | -------------- |
| 31      | 1          | «Ask the Dust» «Спроси у пыли»                                  | Аарон Липстадт         | Дэниэл Пайн & Джон Манкевич     | 13 апреля 2018 |
| 32      | 2          | «Dreams of Bunker Hill» «Мечты о Банкер-Хилле»                  | Аарон Липстадт         | Дэниэл Пайн & Джон Манкевич     | 13 апреля 2018 |
| 33      | 3          | «Devil in the House» «Дьявол в доме»                            | Алекс Закржевский      | Том Бернардо                    | 13 апреля 2018 |
| 34      | 4          | «Past Lives» «Прошлая жизнь»                                    | Тим Хантер             | Шаз Беннетт & Элле Джонсон      | 13 апреля 2018 |
| 35      | 5          | «The Coping» «Преодоление»                                      | Алекс Закржевский      | Джеффри Фискин                  | 13 апреля 2018 |
| 36      | 6          | «The Wine of Youth» «Вино молодости»                            | Зетна Фуэнтес          | Джон Манкевич                   | 13 апреля 2018 |
| 37      | 7          | «Missed Connections» «Пропущенные соединения»                   | Дэйзи фон Шерлер Майер | Джеффри Фискин                  | 13 апреля 2018 |
| 38      | 8          | «Dark Sky» «Темное небо»                                        | Эрнест Дикерсон        | Элле Джонсон                    | 13 апреля 2018 |
| 39      | 9          | «Rojo Profundo» «Рохо профундо»                                 | Нима Барнетт           | Эрик Овермайер & Майкл Коннелли | 13 апреля 2018 |
| 40      | 10         | «Book of the Unclaimed Dead» «Книга невостребованных мертвецов» | Эрнест Дикерсон        | Дэниэл Пайн                     | 13 апреля 2018 |

### Сезон 5 (2019)
| № общий | № в сезоне | Название                                                 | Режиссёр               | Автор сценария          | Дата премьеры  |
| ------- | ---------- | -------------------------------------------------------- | ---------------------- | ----------------------- | -------------- |
| 41      | 1          | «Two Kinds of Truth» «Два вида истины»                   | Алекс Закржевский      | Дэниэл Пайн             | 19 апреля 2019 |
| 42      | 2          | «Pill Shills» «Пилюльки»                                 | Алекс Закржевский      | Эрик Овермайер          | 19 апреля 2019 |
| 43      | 3          | «The Last Scrip» «Последний сценарий»                    | Дэйзи фон Шерлер Майер | Элле Джонсон            | 19 апреля 2019 |
| 44      | 4          | «Raise the Dead» «Воскрешение мертвых»                   | Лаура Белси            | Том Бернард             | 19 апреля 2019 |
| 45      | 5          | «Tunnel Vision» «Туннельное зрение»                      | Патрик Кейди           | Джеффри Фискин          | 19 апреля 2019 |
| 46      | 6          | «The Space Between the Stars» «Межзвездное пространство» | Нима Барнетт           | Шаз Беннетт             | 19 апреля 2019 |
| 47      | 7          | «The Wisdom of the Desert» «Мудрость пустыни»            | Аарон Липстадт         | Джеффри Фискин          | 19 апреля 2019 |
| 48      | 8          | «Salvation Mountain» «Гора спасения»                     | Эрнест Дикерсон        | Том Бернард             | 19 апреля 2019 |
| 49      | 9          | «Hold Back the Night» «Сдержать ночь»                    | Аарон Липстадт         | Эрик Овермайер          | 19 апреля 2019 |
| 50      | 10         | «Creep Signed His Kill» «Урод подписал свое убийство»    | Эрнест Дикерсон        | Дэниэл Пайн & Кэти Пайн | 19 апреля 2019 |

### Сезон 6 (2020)
| № общий | № в сезоне | Название                                                  | Режиссёр               | Автор сценария                     | Дата премьеры  |
| ------- | ---------- | --------------------------------------------------------- | ---------------------- | ---------------------------------- | -------------- |
| 51      | 1          | «The Overlook» «Обзор»                                    | Дэйзи фон Шерлер Майер | Том Бернардо и Эрик Овермайер      | 16 апреля 2020 |
| 52      | 2          | «Good People on Both Sides» «Хорошие люди с обеих сторон» | Алекс Закржевский      | Дэниэл Пайн                        | 16 апреля 2020 |
| 53      | 3          | «Three Widows» «Три вдовы»                                | Патрик Кейди           | Шаз Беннетт                        | 16 апреля 2020 |
| 54      | 4          | «Part of the Deal» «Часть сделки»                         | Майкл Мак-Доно         | Том Бернардо                       | 16 апреля 2020 |
| 55      | 5          | «Money, Honey» «Деньги,дорогой»                           | Нима Барнетт           | Джеффри Фискин и Кэти Пайн         | 16 апреля 2020 |
| 56      | 6          | «The Ace Hotel» «Отель Эйс»                               | Зетна Фуэнтес          | Алекс Минехан                      | 16 апреля 2020 |
| 57      | 7          | «Hard Feelings» «Сильные чувства»                         | Хагар Бен-Ашер         | Джеффри Фискин                     | 16 апреля 2020 |
| 58      | 8          | «Copy Cat» «Подражатель»                                  | Эрнест Дикерсон        | Алекс Минехан и Эрик Овермайер     | 16 апреля 2020 |
| 59      | 9          | «Dark Sacred Night» «Темная священная ночь»               | Тара Николь Вейр       | Дэниэл Пайн и Осокве Тайкус Васкез | 16 апреля 2020 |
| 60      | 10         | «Some Measure of Justice» «Некоторая мера справедливости» | Эрнест Дикерсон        | Майкл Коннелли                     | 16 апреля 2020 |

### Сезон 7 (2021)
| № общий | № в сезоне | Название                                        | Режиссёр          | Автор сценария                  | Дата премьеры |
| ------- | ---------- | ----------------------------------------------- | ----------------- | ------------------------------- | ------------- |
| 61      | 1          | «Brazen» «Медный»                               | Алекс Закржевский | Эрик Овермайер                  | 25 июня 2021  |
| 62      | 2          | «The Dog You Feed» «Собака, которую вы кормите» | Патрик Кейди      | Осокве Тайкус Васкез            | 25 июня 2021  |
| 63      | 3          | «Sabes Demasiado» «Ты тоже знаешь»              | Алекс Закржевский | Джеффри Фискин                  | 25 июня 2021  |
| 64      | 4          | «Triple Play» «Тройная игра»                    | Патрик Кейди      | Лоис Эрик Элли                  | 25 июня 2021  |
| 65      | 5          | «Jury's Still Out» «Жюри еще не вынесено»       | Алекс Закржевский | Бенджамин Питтс                 | 25 июня 2021  |
| 66      | 6          | «The Greater Good» «Высшее благо»               | Патрик Кейди      | Алекс Минехан и Джессика Кивник | 25 июня 2021  |
| 67      | 7          | «Workaround» «Обходной путь»                    | Алекс Закржевский | Элли Джонсон и Митзи Робертс    | 25 июня 2021  |
| 68      | 8          | «Por Sonia» «Соня»                              | Патрик Кейди      | Майкл Конноли и Эрик Овермайер  | 25 июня 2021  |